# Stormbringer (recueil)
Stormbringer (titre original : Stormbringer) est un recueil de nouvelles d’heroic fantasy de Michael Moorcock, paru en 1965. Il narre les aventures d'Elric de Melniboné, une incarnation du Champion éternel. Il constitue le huitième tome du Cycle d'Elric dans la traduction française.

## Résumé
Il comporte quatre nouvelles :
- Le Retour du dieu mort (Dead God's Homecoming) – première parution en janvier 1963 dans Science Fantasy
- Les Frères de l'épée noire (Black Sword's Brothers) – première parution en octobre 1963 dans Science Fantasy
- Le Bouclier du géant triste (Sad Giant's Shield) – première parution en février 1964 dans Science Fantasy
- Le Trépas du seigneur condamné (Doomed Lord's Passing) – première parution en avril 1964 dans Science Fantasy

## Éditions françaises
- avril 1984 chez Pocket (coll. « SF », (no 5185), traduction de Frantz Straschitz, couverture de Wojtek Siudmak  (ISBN 2-266-02933-9)
- mars 2006 chez Pocket (coll. « Fantasy » (no 5185), traduction de Frantz Straschitz, couverture de Marc Moreno  (ISBN 2-266-15948-8)